# José María Davó
José Maria Davó, né à Jaén en 1948, a été le Président du Conseil des barreaux européens durant l'année 2010. Il est marié, a deux enfants, et a toujours vécu à Malaga.

## Biographie
José María Davó est associé fondateur du Cabinet « Jiménez y Davó » en 1984, avec plus de 30 ans d´expérience professionnelle en tant qu´avocat devant le Tribunal et dans le conseil juridique pour des entreprises et institutions administratives.
Il est inscrit au Barreau de Malaga en 1973 et a été élu Bâtonnier du Collège des avocats de Malaga de Décembre 1998 jusqu´en Janvier 2002. Durant la période 2000-2002, il a également été Président du Conseil d´Andalousie du Collège des avocats, ainsi que Secrétaire fondateur de la revue juridique de Andalousie et fondateur de la revue MIRAMAR, outil d´expression de Barreaux de Malaga.
Au niveau national, il a été Vice-président du Conseil Général des Barreaux espagnols, occupant la Présidence de la Commission des nouvelles technologies et initiant l´informatisation de tous les Barreaux espagnols. Plus tard, il préside la Commission des relations Internationales dudit Conseil jusqu´en 2002. Et de 2003 à 2009, il fut élu Conseiller par les plus grands avocats.
Il a également été le chef de la Délégation qui représente le Barreau espagnol devant le Conseil des Barreaux Européens (CCBE) de 1999 a 2007. En janvier 2005, il fut élu président de la Commission de Droits de l´homme du CCBE, occupant le poste jusqu´à la fin 2007, créant pendant son mandat le prix annuel des Droits de l´homme pour avocats et entités distingués pour leurs actes de défense des Droits de l´Homme. Coïncidant avec le 50e anniversaire du CCBE, José Maria Davó en était le Président en 2010.
Il a aussi représenté les Barreaux espagnols devant l'International Bar Association (IBA), association comptant le plus grand nombre d´avocats au niveau mondial pour la période de 2000 à 2008, étant actuellement Conseiller par le Barreau espagnol au Conseil Géneral de cette organisation. Depuis la création de la Cour pénale internationale, il fut à la tête de la Délégation du Conseil des Barreaux espagnol devant l´Assemblée des États Membres. Depuis 2006, il est l´unique membre espagnol de la Commission de déontologie pour les avocats intervenant devant le Tribunal pénal international.